# アグネス論争
アグネス論争（アグネスろんそう）は、アグネス・チャンによる「子連れ出勤」の是非をめぐる論争である。
1988年の新語・流行語大賞では、「アグネス論争」が流行語部門・大衆賞を受賞した。

## 概要
1987年、歌手・タレントのアグネス・チャンが第1子を出産した。彼女がその直後にこの乳児を連れてテレビ番組の収録スタジオにやってきたことがマスコミに取り上げられ、林真理子、中野翠などから「大人の世界に子供を入れるな」、「周囲の迷惑を考えていない」、「プロとして甘えている」といった点で痛烈に批判された。これを発端として、仕事をもつ母親の立場が再考されはじめ、現在までこの一件を扱った書籍は数多い。

## 経緯
この論争の背景には、少子・高齢化社会の到来を前に、男女雇用機会均等法の施行などがあり、当時女性の社会進出機運がマスコミ等で注目されていたことが挙げられる。アグネス・チャンは参議院の「国民生活に関する調査会」に参考人として呼ばれ、育児休業法の実現や保育環境の整備を訴えたが、これが「子連れ出勤」の是非を問う「アグネス論争」の新たな火種となった。
アグネス論争が起きた当時、アグネス・チャンは12本のレギュラー、準レギュラー番組を抱えており、テレビ局から「早く復帰してくれ。子供を連れてきてもいいから」などと説得を受け、不安に思いつつ職場に復帰したというのが真相だという。子連れ出勤について林真理子らから批判が起こる一方で、アグネス・チャンはマスコミから「働くお母さん」の代表格として持ち上げられたりもした。一部のテレビや雑誌は、彼女の出身地である香港の芸能界の風習である子連れ出勤を批判的に取り上げたが、社会学者の上野千鶴子が『朝日新聞』紙上で「働く母親の背中には必ず子供がいるもの」としてアグネスを擁護した。
その後、アグネス論争は批判派・擁護派入り乱れて、あらゆるメディアで賛否両論が繰り広げられ、約2年間続くこととなる。
この一連の日本の報道はアメリカの雑誌『タイム』に取り上げられ、アグネス・チャンはその記事を読んだスタンフォード大学のマイラ・ストロバー教授の招きにより渡米し、女性と教育のかかわりについて学ぶことになった。これらを契機として、アグネス・チャンは自身の問題を社会的問題と捉え、スタンフォード大学の博士課程に進み、日本とアメリカの高学歴者の男女間格差を比較・考察した大学院修了・博士論文により、教育学博士号（Ph.D）を取得した。その博士論文は後日『この道は丘へと続く』（共同通信社、2003年9月3日刊。原著はMITプレス、1999年6月25日刊）として出版に至る。アグネス・チャンは「当時は職場における男女間の格差や、仕事と子育ての両立に対する自分の意見を理論的に語ることができず、感情論でしか自分の状況を説明できなかったが、ようやく客観的に当時を振り返ることが出来るようになった。アグネス論争が仕事と育児の両立や女性を取りまく社会状況改善を考えるきっかけになっただけでも意義があった。」と当時を回顧している。
アグネス論争当時は、アグネス・チャンが主張した「企業内保育所」を整備する事業所は少なかったが、近年大手企業などを中心にオフィス周辺に保育所を整備するところが増え、その数は全国で5000を超えている。

## 論争とその内容
- アグネス・チャン批判派: 林真理子など
- 批判派への反論: 上野千鶴子、金井淑子、加納実紀代、竹内好美（コピーライター）など

## 関連文献
- 仁藤泰子『アグネスの宝宝〜子育て奮闘記〜』筑摩書房、1988年8月、ISBN 4480854622
- 「アグネス論争」を愉しむ会編『「アグネス論争」を読む』JICC出版局、1988年8月、ISBN 4880634336
- アグネス・チャン、原ひろ子『“子連れ出勤”を考える』岩波ブックレット、1988年10月、ISBN 4000030620
  - 若桑みどり『レット・イット・ビー』角川書店主婦の友社、1988年11月、ISBN 4079291159 所収
- アグネス・チャン『アグネスの命がいっぱい』（『P-and books』）、小学館、1989年1月、ISBN 4093470111
  - 林真理子著『余計なこと、大事なこと』文藝春秋、1989年4月、ISBN 4163431705 所収
- アグネス・チャン『愛、抱きしめて アグネスの結婚・子育て奮戦記』現代書林、1989年5月、ISBN 4876202818
- 小浜逸郎『男がさばくアグネス論争』大和書房、1989年6月、ISBN 4479720324
- 西島建男『カラ元気の時代 八〇年代文化論』朝日新聞社、1991年2月、ISBN 402256251X
  - グループ「母性」解読講座編『「母性」を解読する つくられた神話を超えて』（『ゆうひかく選書』）、有斐閣、1991年6月、ISBN 4641181667
- アグネス・チャン『幸せなのに なぜ 涙がでるの』労働旬報社、1991年6月、ISBN 484510184X
  - 林真理子『余計なこと、大事なこと』（『文春文庫』）文藝春秋、1991年9月、ISBN 4167476096 所収
  - 呉智英『サルの正義』双葉社、1993年3月、ISBN 4575282154、所収
- アグネス・チャン『不思議の国のOLたち』にっかん書房、1993年6月、ISBN 4526033413
- アグネス・チャン『新しい女』読売新聞社、1993年12月、ISBN 4643930896
- アグネス・チャン『みんな地球に生きるひと part2』岩波書店、1996年6月、ISBN 4005002749
  - 呉智英『サルの正義』（『双葉文庫』）双葉社、1996年7月、ISBN 4575710768、所収
- アグネス・チャン著『いじめない いじめられない いじめさせない』労働旬報社、1996年11月、ISBN 4845104555
- 斎藤美奈子『モダンガール論 女の子には出世の道が二つある』マガジンハウス、2000年12月、ISBN 4838712863
- アグネス・チャン、マイラ・ストロバー著『この道は丘へと続く 日米比較ジェンダー、仕事、家族』共同通信社、2003年9月、ISBN 4764105276
  - 原著: Myra H. Strober, Agnes Miling Kaneko Chan, The Road Winds Uphill All the Way: Gender, Work, and Family in the United States and Japan, Cambridge, MIT Press, June 1999, ISBN 0262194155; MIT Press, April 2001, ISBN 0262692635
- 斎藤美奈子『モダンガール論 女の子には出世の道が二つある』（『文春文庫』）、文藝春秋、2003年12月、ISBN 4167656876
- 荷宮和子『なぜフェミニズムは没落したのか』中央公論新社、2004年12月、ISBN 4121501594
- 喜多嶋洋子・アグネス・チャン著『結婚生活って何?』講談社、2005年10月、ISBN 4062131323
- アグネス・チャン『アグネスのはじめての子育て』近代映画社、2008年3月、ISBN 9784764821576
- アグネス・チャン『東京タワーがピンクに染まった日』現代人文社、2008年10月、ISBN 9784877983871
- 妙木忍『女性同士の争いはなぜ起こるのか 主婦論争の誕生と終焉』青土社、2009年10月、ISBN 978-4791765034